# هامازاسپ هاروتیونیان
هامازاسپ هواکیمی هاروتیونیان (ارمنی: Համազասպ Հովակիմի Հարությունունյան؛  زادهٔ ۱۴ اکتبر ۱۹۰۲ - درگذشته ۲ آوریل ۱۹۷۱) اقتصاددان، دیپلمات اهل ارمنستان بود.

## فعالیت
حامازاسپ هاروتیونیان در باکو به دنیا آمده است. در سال ۱۹۲۲ برای انجام فعالیت‌های کمونیستی به ارمنستان اعزام شد. از سال ۱۹۲۳ تا ۱۹۲۸ در دانشگاه مسکو تحصیل کرد و پس از فارغ‌التحصیلی یک سال به ایالات متحده آمریکا و دانشگاه دانشگاه مینه‌سوتا رفت. از سال ۱۹۳۰ تا ۱۹۴۳ در مؤسسه اقتصاد علم اکادمیک شوروی فعالیت می‌کرد. از سال ۱۹۴۳ به فعالیت‌های دیپلماتیک روی آورد. از سال ۱۹۴۴ تا ۱۹۵۴ معاون و رئیس بخش اقتصاد وزارت امور خارجه اتحاد جماهیر شوروی، نماینده شوروی در شورای اقتصادی و اجتماعی سازمان ملل متحد و کمیسیون اقتصادی اروپا سازمان ملل متحد بود. از ۱۹۴۸ تا ۱۹۵۳ عضو هیئت رئیسه وزارت امور خارجه شوروی، از ۱۹۵۴ تا ۱۹۵۵ مشاور وزارت خارجه شوروی، از ۱۹۵۵ تا ۱۹۵۸ رئیس بخش اروپای وزارت خارجه، نماینده اتحاد جماهیر شوروی در شورای اجرایی سازمان بین‌المللی کار و از ۱۹۵۸ تا ۱۹۶۳ سفیر اتحاد جماهیر شوروی در کانادا بود. از ۱۹۶۳ تا ۱۹۷۰ مسئول واحد مرکزی وزارت امور خارجه شوروی بود. هاروتیونیان در کنفرانس‌های تهران، قِریم، پوتسدام، کنفرانس صلح پاریس، نشست‌های مجمع عمومی سازمان ملل متحد و دیگر مشاوره‌های بین‌المللی حضور داشته است. در سال‌های پایانی عمر خود در دانشگاه دولتی مسکو و مؤسسه روابط بین‌الملل تدریس می‌کرد.
آثار هاروتیونیان به نقد اندیشه‌های اقتصادی بورژوایی معاصر و اقتصاد سیاسی، روندهای توسعه اقتصاد جهانی (بحران‌های اقتصادی، دوره‌های چرخه‌ای، اشتغال، مصرف) و روابط اقتصادی بین‌المللی، مسائل سیاست خارجی و توسعه اقتصاد مردم شوروی اختصاص دارد.

## زندگی‌نامه
وی در ۱۴ اکتبر ۱۹۰۲ در باکو به دنیا آمد و از دانشگاه دولتی مسکو (۱۹۲۸) و دانشگاه مینه‌سوتا (۱۹۳۰) فارغ‌التحصیل گشت. همچنین برندهٔ جوایزی همچون نشان لنین، نشان پرچم سرخ کار (۱۹۴۵)، نشان برجسته افتخار (۱۹۶۲)، مدال کار شجاعانه در جنگ بزرگ میهنی (۱۹۴۵–۱۹۴۱) و مدال بزرگداشت ۸۰۰مین سالگرد مسکو شده است. وی در ۲ آوریل ۱۹۷۱ در سن ۶۸ سالگی در مسکو درگذشت و در گورستان نوودویچی به خاک سپرده شد.

## یادداشت
1. ↑  տնտեսագիտության դոկտոր